# George Dragu
George Dragu (n. 18 noiembrie 1957) este un fost deputat român în legislatura 1996-2000, ales în județul Brăila pe listele partidului PDSR. În această legislatură, George Dragu a fost membru în grupurile parlamentare de prietenie cu Republica Austria și Regatul Thailanda. George Dragu a fost ales deputat în legislatura 2000-2004 pe listele PDSR iar din iunie 2001 a fost membru PSD. În legislatura 2000-2004, George Dragu a fost membru în grupurile parlamentare de prietenie cu Regatul Spaniei și Republica Slovenia.   